# Sedum trullipetalum
Sedum trullipetalum là một loài thực vật có hoa trong họ Crassulaceae. Loài này được Hook. f. & Thomson miêu tả khoa học đầu tiên năm 1858.